# Тойденский
Тойденский — посёлок в Панинском районе Воронежской области. Входит в Октябрьское сельское поселение.

## География
Посёлок расположен в восточной части поселения в вершине Шанинского Лога.

### Улицы
- ул. Садовая
- ул. Транспортная
- ул. Юбилейная

## Население
| 2000 | 2005 | 2007 | 2010 |
| ---- | ---- | ---- | ---- |
| 233  | ↘200 | ↘169 | ↘166 |